# Megan Kraft
Megan Kraft (* 27. September 2002 in San Diego, Kalifornien) ist eine US-amerikanische Beachvolleyballspielerin.

## Karriere
Kraft spielte von 2018 bis 2021 vorwiegend auf der nationalen AVP Tour und hatte auch einige Einsätze auf der FIVB World Tour. Mit Delayne Maple gewann sie im Dezember 2021 im thailändischen Phuket die U19-Weltmeisterschaft.
2022 spielte Kraft zusammen mit Emily Stockman, mit der sie auf der neugeschaffenen World Beach Pro Tour ausnahmslos Top-Ten-Ergebnisse hatte und dabei das Future-Turnier in Białystok gewann. Mit Savannah Simo gewann sie außerdem das Future-Turnier in Balıkesir.
Seit September 2023 ist Terese Cannon Krafts neue Partnerin. Bei der WM in Tlaxcala erreichten Cannon/Kraft Platz neun. Die beiden erreichten im Juli der folgenden Saison in Gstaad zum ersten Mal gemeinsam die Vorschlussrunde bei einem Elite16 und sicherten sich mit dem Sieg im Halbfinale die Silbermedaille bei diesem Wettbewerb. Zum zweiten Mal in Folge standen die US-Amerikanerinnen anschließend beim gleichwertigen Wettbewerb in Wien auf dem Podest, als sie im kleinen Finale Ágatha und Rebecca bezwingen konnten. Auch im November landeten Cannon/Kraft in den Medaillenrängen, als sie im Elite16-Endspiel gegen die Brasilianerinnen Bárbara Seixas und Carol Solberg verloren. Beim World Beach Pro Tour Finale 2024 in Doha verloren sie im Endspiel gegen Kloth/Nuss.
Auf der World Pro Tour 2025 erreichten Cannon/Kraft beim ersten Elite16-Turnier im mexikanischen Quintana Roo den zweiten Platz.